# Anastasiia Nedobiga
Anastasiia Volodymyrivna Nedobiga (20 de abril de 1994) é uma saltadora ucraniana, especialista no trampolim.

## Carreira

### Rio 2016
Anastasiia Nedobiga representou seu país nos Jogos Olímpicos de Verão de 2016, na qual ficou em 18º lugar no trampolim individual. 